# قطب الدين أرزو
قطب الدين أرزو (1 أبريل 1955 - 30 أغسطس 2023) هو سياسي تركي شغل منصب وزير الأغذية والزراعة والثروة الحيوانية في حكومة الانتخابية المؤقتة التي شكلها رئيس الوزراء أحمد داود أوغلو بين 28 أغسطس و17 نوفمبر 2015. وهو سياسي سابق في حزب العدالة والتنمية، وكان عضوًا في البرلمان عن دائرة ديار بكر بين عامي 2007 و2011. وكان مرشح حزب العدالة والتنمية لمنصب رئيس بلدية ديار بكر في الانتخابات المحلية عام 2009، لكنه خسر أمام حزب المجتمع الديمقراطي المؤيد للأكراد.